# Hipótese nebular

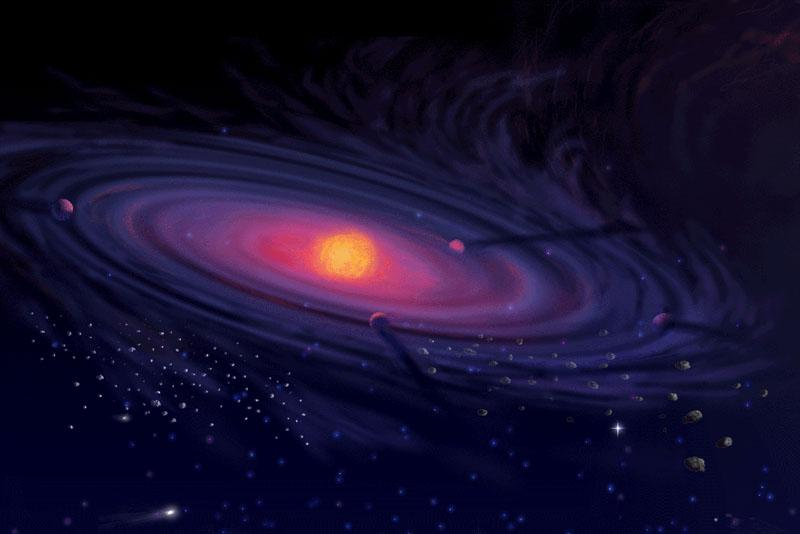
Nebulosa solar (arte)

Hipótese nebular é uma teoria sugerida em 1755 pelo filósofo alemão Immanuel Kant e desenvolvida em 1796 pelo matemático francês Pierre-Simon Laplace no livro Exposition du Systéme du Monde. Segundo essa teoria, o Sistema Solar teria se originado há cerca de 4,6 bilhões de anos a partir de uma vasta nuvem de gás e poeira.

## Sistema Solar
Esse processo teria evoluído na seguinte sequência:
1. Contração da nebulosa graças à existência de uma força de atração gravitacional gerada pelo aumento da massa em sua região central. Esta contração teria provocado um aumento da velocidade de rotação. O calor gerado no interior dessa nebulosa é tal, que desencadeia reações químicas e físicas que a fazem brilhar;
2. Achatamento até à forma de disco, com uma massa densa e luminosa de gás em posição central, o proto-sol, correspondente a cerca de 99% da massa da nebulosa;
3. Durante o arrefecimento do disco nebular em torno do proto-sol houve condensação dos materiais da nébula em grão sólidos. As regiões situadas na periferia arrefeceriam mais rapidamente que as próximas da estrela em formação. Uma vez que a cada temperatura corresponde a condensação de um tipo de material com determinada composição química, teria ocorrido uma separação mineralógica de acordo com a distância ao Sol;
4. Em cada uma das zonas  do disco assim formadas, a força da gravidade provocaria a aglutinação de poeiras, que formariam pequenos corpos chamados planetesimais, com diâmetro de cerca de 100 metros. Os maiores desses corpos atraíram os menores, verificando-se a colisão e o aumento progressivo das dimensões dos planetesimais. Todo este processo, denominado acreção, conduziu à formação de corpos de maiores dimensões, os protoplanetas e posteriormente, aos planetas.

## A Terra
Nessas condições de elevada temperatura, a Terra e outros planetas terão sofrido dois fenômenos que contribuíram para a sua configuração atual: a diferenciação e a desgaseificação. A diferenciação, resultante do movimento dos materiais mais densos para o interior da Terra, por ação da força da gravidade, contribui para a atual disposição concêntrica das diferentes camadas que a constituem com valores decrescentes de densidade do centro para a periferia. A desgaseificação, traduzido na libertação de grandes quantidades de vapor de água e outros gases do seu interior, estaria na origem da formação da atmosfera primitiva, uma vez que a força gravitacional do nosso planeta é suficientemente forte para reter os gases que se libertavam do seu interior.

## Evidências
- Os planetas mais próximos do Sol são essencialmente constituídos por materiais mais densos e com pontos de fusão mais altos (silicatos, ferro e níquel), enquanto os mais afastados são ricos em elementos gasosos (hidrogénio e hélio) esta constatação é coerente com a ideia de que terá havido maior condensação de elementos pouco voláteis em regiões com temperaturas elevadas mais próximas do Sol, e aí mantidas pela atracção gravítica; e de elementos muito voláteis em regiões mais afastadas, mais frias e de menor interacção gravítica com o Sol.

- Todos os planetas realizam movimentos orbitais, translacções, regulares, com a mesma direcção e quase coplanares (realizadas no mesmo plano), o que apoia a ideia de achatamento da nebulosa inicial com uma rotação em torno de um eixo onde se situaria o protossol

- A datação de vários materiais do Sistema Solar aponta para a mesma idade da terra e dos restantes corpos do Sistema Solar. Tal observação dá consistência à ideia de um processo de formação simultâneo.

- A existência de meteoritos, das cinturas de asteróides interna e externa, asteróides e cometas, bem como a observação de crateras de impacto em Mercúrio, na Lua, em Marte e até na própria Terra, permite considerar razoável o processo de acreção.

### Uma estranha exceção
Há um pequeno pormenor que poderia pôr em xeque esta teoria:  o planeta-anão Plutão. Como já foi frisado, próximo do Sol formaram-se os planetas telúricos, de grande densidade, como a Terra, Marte, Mercúrio e Vênus, e além do cinturão interno de asteróides, formaram-se os planetas gasosos, de tão baixa densidade que, por exemplo, se arranjássemos água suficiente para colocar Saturno, ele provavelmente flutuaria. Ora, Plutão encontra-se para lá do cinturão de asteróides e não é um planeta gasoso, mas sim telúrico. Os cientistas admitem a hipótese de Plutão ser um ex-satélite natural de Netuno que se libertou da sua atração gravitacional e adquiriu a sua própria órbita. Uma órbita tão estranha que chega a cruzar a órbita de Netuno. Ou então um asteróide ou um planeta de um outro sistema solar que o nosso Sol, através da sua ação gravitacional, atraiu.

## Nota
A principal contribuição moderna à hipótese nebular diz respeito principalmente a formação dos planetas a partir do gás existente no disco nebular e é de autoria do físico alemão Carl Friedrich von Weizsäcker.